# Георги Кутлев
Георги Кутлев (на гръцки: Γεώργιος Κούτλες) e гъркомански капитан на гръцка андартска чета в Източна Македония.

## Биография
Роден е в голямата зъхненска гъркоманска паланка Алистрат. Присъединява се към гръцката пропаганда и първоначално е водач на гръцките чети в Зъхна. Действа заедно с капитан Дукас Дукас. Участва с четата си в сражението при Пършово заедно с четите на андартските капитани Иван Марчов, Василиос Цувалдзис и Теодорос Буласикис. Участва в сражението при Карлъково с българска чета, както и заедно с Дукас и Цувалдзис в сражението при Грачен, в което е унищожена четата на Тодор Паница.